# Kameana Hora, Korosten
Kameana Hora (în ucraineană Кам`яна Гора) este un sat în comuna Sușkî din raionul Korosten, regiunea Jîtomîr, Ucraina.

## Demografie
Componența lingvistică a localității Kameana Hora
     Ucraineană (98,18%)
     Rusă (1,82%)
Conform recensământului din 2001, majoritatea populației localității Kameana Hora era vorbitoare de ucraineană (98,18%), existând în minoritate și vorbitori de rusă (1,82%).